# Bulgarian International 2013
Die Bulgarian International 2013 im Badminton fanden vom 3. bis zum 6. Oktober 2013 in Sofia statt.

## Sieger und Platzierte
| Disziplin    | Gold                               | Silber                                | Bronze                                |
| ------------ | ---------------------------------- | ------------------------------------- | ------------------------------------- |
| Herreneinzel | Emil Holst                         | Wan Chia-hsin                         | Chan Kwong Beng                       |
| Herreneinzel | Emil Holst                         | Wan Chia-hsin                         | Kasper Dinesen                        |
| Dameneinzel  | Beatriz Corrales                   | Petya Nedelcheva                      | Pai Yu-po                             |
| Dameneinzel  | Beatriz Corrales                   | Petya Nedelcheva                      | Linda Zechiri                         |
| Herrendoppel | Łukasz Moreń Wojciech Szkudlarczyk | Adam Cwalina Przemysław Wacha         | Pranav Chopra Akshay Dewalkar         |
| Herrendoppel | Łukasz Moreń Wojciech Szkudlarczyk | Adam Cwalina Przemysław Wacha         | Valeriy Atrashchenkov Artem Pochtarev |
| Damendoppel  | Gabriela Stoeva Stefani Stoeva     | Eva Lee Paula Obanana                 | Imogen Bankier Petya Nedelcheva       |
| Damendoppel  | Gabriela Stoeva Stefani Stoeva     | Eva Lee Paula Obanana                 | Audrey Fontaine Émilie Lefel          |
| Mixed        | Robert Blair Imogen Bankier        | Robert Mateusiak Agnieszka Wojtkowska | Ronan Labar Émilie Lefel              |
| Mixed        | Robert Blair Imogen Bankier        | Robert Mateusiak Agnieszka Wojtkowska | Andrej Ashmarin Ekaterina Bolotova    |